# 1916 aux États-Unis
Pour des articles plus généraux, voir Chronologie des États-Unis et 1916.
Chronologie des États-Unis
- 1912
- 1913
- 1914
- 1915
- 1916
- 1917
- 1918
- 1919
- 1920

Cette page concerne des événements d'actualité qui se sont produits durant l'année 1916 du calendrier grégorien aux États-Unis.

## Événements

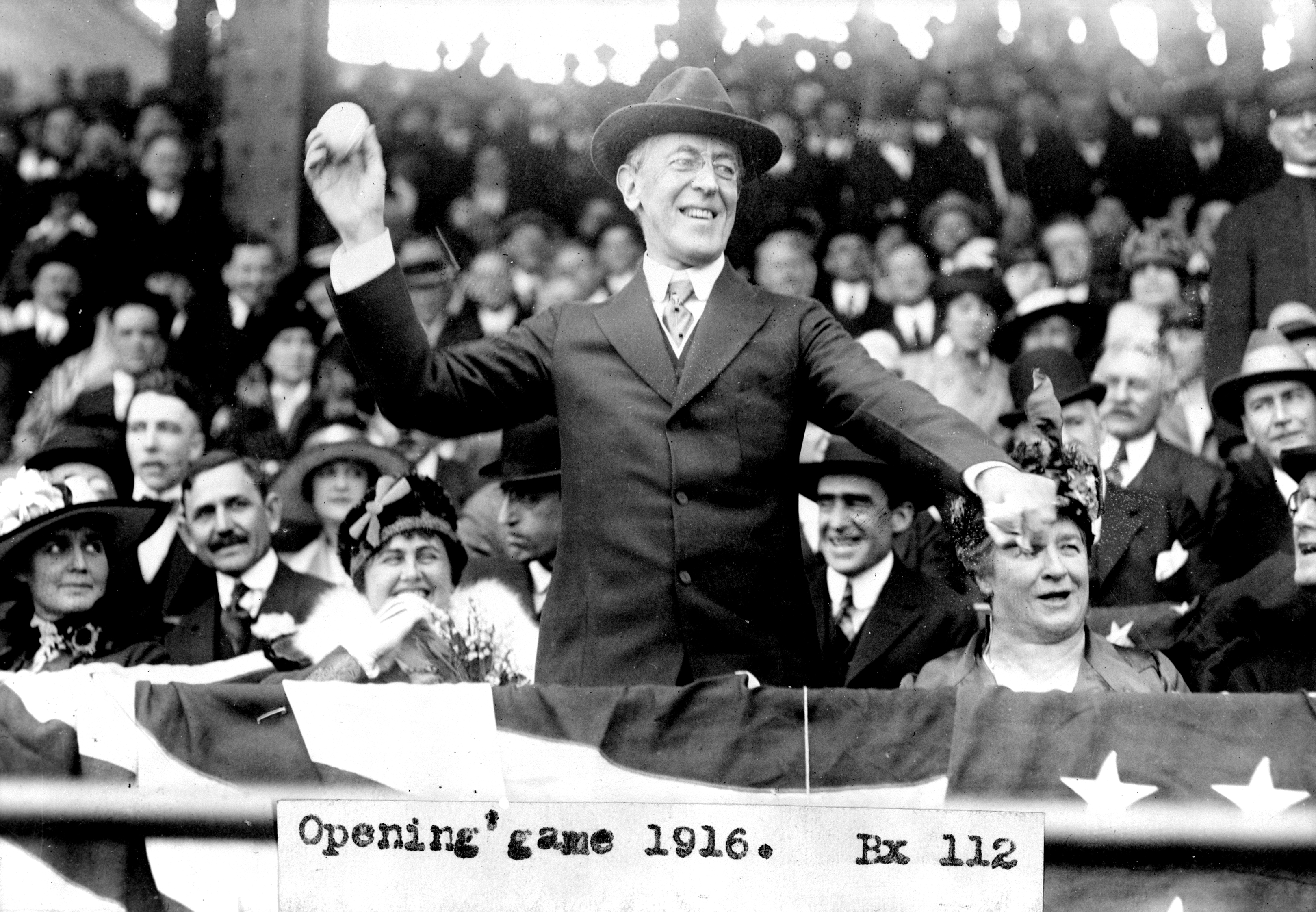
Woodrow Wilson ouvre la saison de baseball

- 22 février[1] : House-Grey Memorandum. Tentative de médiation de Wilson dans le conflit européen. Woodrow Wilson suggère à la France et au Royaume-Uni de proposer, à la fin de la campagne d’été, la réunion d’une conférence qu’il appuierait d’une menace d’intervention. Refus du Premier ministre britannique.
- Nuit du 8 - 9 mars : Pancho Villa, le révolutionnaire mexicain, conduit 1 500 hommes dans un raid contre le village américain de Columbus (Nouveau-Mexique) dont il tue 17 habitants.
- 15 mars : la cavalerie américaine conduite par John Pershing le poursuit jusque dans le nord du Mexique (fin en janvier 1917).
- 18 avril : nouveau conflit diplomatique entre les États-Unis et l’Allemagne à la suite du torpillage du Sussex.
- Mai : l’Allemagne renonce à couler les vaisseaux civils ennemis sans avertissement.
- Juin : début de la campagne électorale pour l'élection présidentielle :
  - Adoption du scrutin secret dans tous les États et introduction du système des primaires directes dans la plupart (les candidats sont désignés par les électeurs). Plusieurs États et municipalités prévoient des référendums pour les grandes décisions et pour les électeurs de prendre l’initiative d’un projet par des pétitions. Diverses dispositions leur permettent de retirer leur confiance aux élus convaincus d’en avoir abusé.
  - 7 juin - 10 juin : convention du parti républicain à Chicago. Roosevelt dissout le parti progressiste.
  - 16 juin : les républicains se regroupent derrière un seul candidat, Charles Hughes.
  - L’administration Wilson est contrainte de réagir pour séduire les réformistes. Elle crée 12 Banques fédérales agricoles destinées à accorder des prêts à long terme et à faible taux d’intérêts (5-6 %) aux fermiers et autorise l’émission par des entrepôts privés agréés par le gouvernement de bons négociables contre le dépôt de certains produits (céréales, coton, tabac, laine).
- 1er septembre : Wilson défend en personne le « Keating-Owen Act » interdisant le commerce inter-État des marchandises fabriquées par des enfants. Le vote de la journée de huit heures pour les cheminots lui assure le soutien des syndicats.
- 8 septembre : Revenue Act. L'impôt sur le revenu est augmenté de 53 %, la tranche la plus basse passe de 1 à 2 % et la tranche la plus haute de 7 à 15 %.
- 7 novembre : réélection du démocrate Woodrow Wilson comme président des États-Unis par 9 100 000 voix (49,2 %) contre 8 500 000 (46,1 %) pour le républicain Charles E. Hughes.
- 12 décembre : le royaume du Danemark vend les Antilles danoises aux États-Unis qui deviendront les Îles Vierges américaines.
- Un décret du président Woodrow Wilson fait du Star-spangled banner l'hymne national.
- Maîtrise des mers par le Royaume-Uni. Les exportations des États-Unis vers l’Allemagne se sont effondrées depuis 1914 (de 169 millions à 1 million de dollars) tandis que celles destinés à l’Entente quadruplent de 825 à 3 200 millions.